# Vladimír Koiš
Vladimír Koiš (31 de março de 1936) é um ex-futebolista checo, que atuava como defensor.

## Carreira
Vladimír Koiš fez parte do elenco da Seleção Tchecoslovaca de Futebol que disputou a Copa do Mundo de 1962.

## Ligações Externas
- Perfil em FIFA.com (em inglês)